# はるかめぐみ
はるか めぐみは、日本の女性声優。主にアダルトゲームに声をあてている。

## 出演

### アダルトアニメ
- 陰陽師〜妖艶絵巻〜（2003年、式神C）
- 乙女恥曝遊戯（2010年、美麻坂七緒）
- Last Waltz〜白濁まみれの夏合宿〜（2010年、見城真綾）
- 虜姫〜白濁まみれの令嬢〜（2011年、水無瀬静琉）
- Ran→Sem〜白濁デルモ妻のミイラ捕り〜（2011年、一ノ瀬莉子）
- RIN×SEN+Ran→Sem Cross Mix（2013年、一ノ瀬莉子）
- あい☆きゃん〜はめドル・レイナ〜囁く憎棒に拒み潤う媚肉〜（2015年、堀池レイナ）

### アダルトゲーム
2000年
- メンアットワーク!2 〜ハンターアカデミーへようこそ〜（ハンナ）

2002年
- エーベンブルグの風（ハンナ）
- メンアットワーク!3〜ハンター達の青春〜（ハンナ）
- プライベートガーデン3（有坂枇杷）
- 戦女神2 〜失われし記憶への鎮魂歌〜（シルエラ、リンシャ）

2003年
- 夏神楽（音羽桂香）
- 幻燐の姫将軍2 〜導かれし魂の系譜〜（フェイエ・ルート、シュヴァルティア）
- メルティ・メルヘン（キャラボイス）
- レベルジャスティス（コゾーン女、葉月フレンド、鬼、ブルマ刑事）

2004年
- 空帝戦騎〜黄昏に沈む楔〜（リティーヌ・ロストレーム）

2005年
- WHITE CLARITY（シア）
- でぼの巣箱（音羽桂香）

2006年
- Summer Days（携帯電話、バイト、ゲスト）

2007年
- 女経営者 絵里子（大神由佳）
- エターナルファンタジー（リューリカ）
  - エターナルファンタジー プログレッシブ（リューリカ）

2014年
- 月に寄りそう乙女の作法2（大津賀かぐや）

2021年
- 神楽黎明記〜桂香の章〜（音羽桂香）

2024年
- 神楽漫遊記 ～桂香と初花～（音羽 桂香）

### 一般ゲーム
- WHITE CLARITY 〜And,The tears became you〜（2005年、シア）

### キャラクターソング
| 発売日        | 商品名                                                      | 歌                         | 楽曲                                                                   | 備考                                     |
| ------------- | ----------------------------------------------------------- | -------------------------- | ---------------------------------------------------------------------- | ---------------------------------------- |
| 2008年6月25日 | エターナルファンタジー キャラクターソングVol.III リューリカ | リューリカ（はるかめぐみ） | 「Forbidden Desire」 「Alone again」 「Forbidden Desire symphony ver」 | PCゲーム『エターナルファンタジー』関連曲 |